# آن کرمر
آن کرمر (آلمانی: Anne Kremer؛ زاده ۱۷ اکتبر ۱۹۷۵) یک تنیس‌باز اهل لوکزامبورگ است.